# تایشلاند
تایشلاند (به آلمانی: Teichland) یک شهر در آلمان است که در اشپری-نایسه واقع شده‌است. تایشلاند ۱٬۲۴۲ نفر جمعیت دارد.